# Nouveau Cirque (Paris)

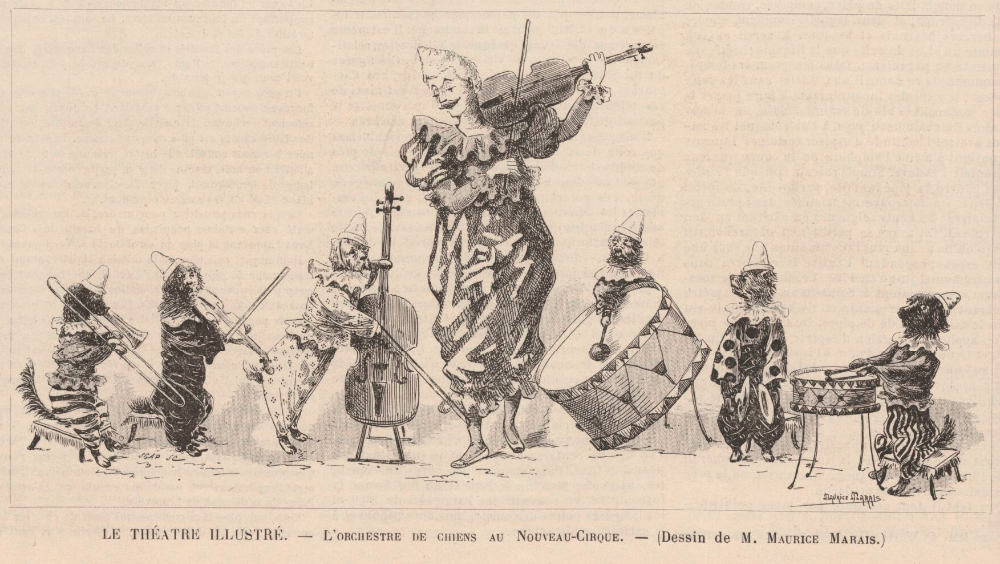
Maurice Marais, Orchestre de chiens au Nouveau Cirque, (Le Monde illustré, 3 mars 1894).

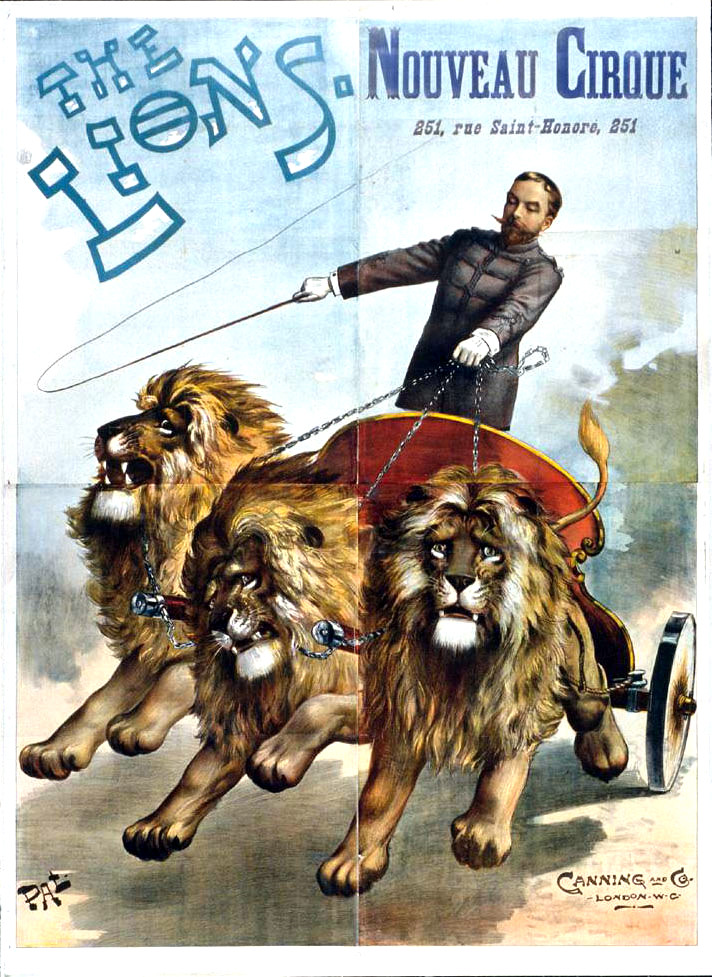
Affiche pour un spectacle au Nouveau Cirque, vers 1893.

Le Nouveau Cirque, initialement nommé Arènes nautiques est un ancien cirque bâti en dur et muni d'un bassin aquatique amovible, inauguré au no 251 bis de la rue Saint-Honoré à Paris (France) en 1886 et fermé en 1926. 
Le concept innovant d'une arène transformable en seulement quelques minutes en piscine, imaginé par Joseph Oller qui chargea les architectes Gustave Gridaine et Aimé Sauffroy d'en établir les plans, fit sensation - de même que la décoration luxueuse composée de « glaces et de lustres, abondance d'or aux moulures et de pourpre dans les tapisseries ». 
L'emplacement retenu pour la construction fut celui du Panorama de Reichshoffen, lui-même établi à l'emplacement du Cirque-Olympique puis du Bal Valentino. Le bâtiment fut inauguré le 12 février 1886. Il ferma ses portes le 18 avril 1926 pour être démoli et remplacé par un immeuble de bureaux, lui-même transfomé en 2011 pour accueillir l'hôtel Mandarin Oriental Paris.
Les clowns Chocolat et Foottit s'y produisirent.